# Jasna Omejec
Jasna Omejec (1962.), hrvatska pravnica, sveučilišna profesorica, sutkinja i bivša predsjednica Ustavnog suda Republike Hrvatske.
Diplomirala je na Pravnom fakultetu Sveučilišta u Osijeku 1985 godine, a znanstveni stupanj doktora znanosti iz područja upravnog prava stekla je na Pravnom fakultetu Sveučilišta u Zagrebu 1994. Od 1986. asistent je na Katedri za upravno pravo na Pravnom fakultetu Sveučilišta u Osijeku, a od 1990. asistent, docent, izvanredni profesor te redoviti profesor na Katedri za upravno pravo Pravnog fakulteta Sveučilišta u Zagrebu.
Sutkinja je Ustavnog suda Republike Hrvatske od 1999. godine, a ponovno je izabrana 2007. godine. Dopredsjednica Ustavnog suda bila je u razdoblju od 2001. godine do 9. prosinca 2003., a dužnost zamjenice predsjednika Ustavnog suda obnašala je u razdoblju od 9. prosinca 2003. do 6. prosinca 2007. godine. Od 12. lipnja 2008. obnaša dužnost predsjednice Ustavnog suda.
2010. godine imenovana je za hrvatsku članicu Venecijanske komisije, savjetodavnog tijela Vijeća Europe koja okuplja eminentne stručnjake u svrhu promoviranja demokracije putem usavršavanja pravnog sustava.
2019. godine Visoki upravni sud je pravomoćno presudio da je bivša predsjednica Ustavnog suda Jasna Omejec nezakonito nakon odlaska iz Ustavnog suda primala naknadu u visini svoje dužnosničke plaće, koju je uz to sama sebi dodijelila i potpisala. Visoki upravni sud time je pravomoćno potvrdio odluku Povjerenstva za odlučivanje o sukobu interesa donesenu prije dvije godine. 
Potpisati sam sebi rješenje o pravu na šest plus šest, naglašava se u pravomoćnoj presudi, ako i nije nezakonito, u najmanju je ruku neetično.